# Кінотеатр «Портал» (Кропивницький)
Кінотеатр «Портал» —  кінотеатр у місті Кропивницький.
«Портал» — кінотеатр у місті Кропивницькому.

## Загальна інформація та опис
Кінотеатр «Портал» розташований у приміщені ТЦ Копилка.
Форма власності закладу — колективна, підприємство функціонує як ЗАТ.
Кінотеатр має три сучасних глядацьких зали, синій зал розрахований на 360 місць.
Заклад обладнаний системою відтворення фонограми Dolby Digital Surround EX з підтримкою 3D технологій.
У холі кінотеатру працює мінібар-кафе.